# Criòfor

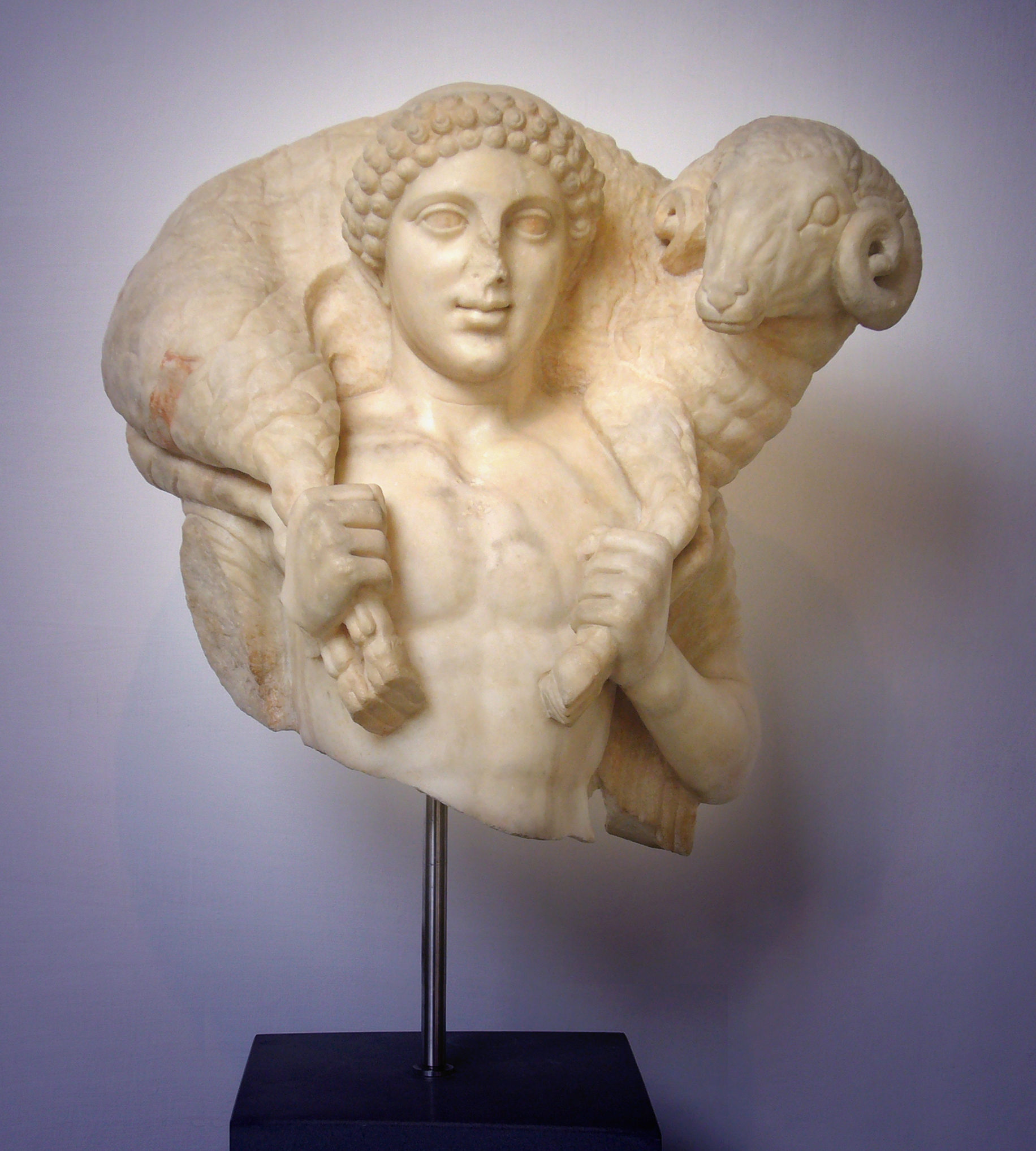
Estàtua romana d'Hermes Criòfor, possible còpia d'un original grec del s. V ae. Roma, Museu Barracco d'escultura antiga

Criòfor (en grec antic: κριοφόρος) és un epítet que rebia Hermes en la cultura de l'antiga Grècia, el significat del qual és 'portador del marrà'. També designa una representació iconogràfica del sacrifici d'una ovella.
Pausànias esmenta l'advocació d'Hermes Criòfor a la ciutat de Tànagra, així com una estàtua del déu duent una ovella a les espatlles, obra de Calamis. El geògraf explica que la tradició deia que Hermes havia lliurat la ciutat d'una pesta en envoltar les muralles quan duia una ovella a les espatlles. A més, se celebrava una festivitat en honor d'Hermes en què l'efeb més bell envoltava la ciutat portant un carner sobre les espatlles. D'altra banda, també esmenta una altra estàtua d'Hermes Criòfor en un bosc anomenat Carnasi, a Messènia.